# Темиргоевский район
Темиргоевский район — административно-территориальная единица в составе Азово-Черноморского и Краснодарского краёв, существовавшая в 1934—1953 годах. Центр — станица Темиргоевская
Темиргоевский район был образован 28 декабря 1934 года в составе Азово-Черноморского края. В его состав вошли 12 сельсоветов: Алексее-Тенгинский, Булгаковский, Веревкинский, Воздвиженский, Левандовский, Новокрасный, Песчаный, Петропавловский, Скобелевский, Союз четырёх хуторов, Сухокутский и Темиргоевский.
13 сентября 1937 года Темиргоевский район вошёл в состав Краснодарского края.
22 августа 1953 года Темиргоевский район был упразднён. При этом Булгаковский, Веревкинский, Песчаный, Петропавловский, Скобелевский, Темиргоевский сельские и Южный поселковый советы отошли к Курганинскому району; Новокрасный, Пушкинский с/с и Союз четырёх хуторов — к Гулькевичскому району; Алексее-Тенгинский, Воздвиженский и Сухокутский с/с — к Усть-Лабинскому району.